# Мойя, Карлос

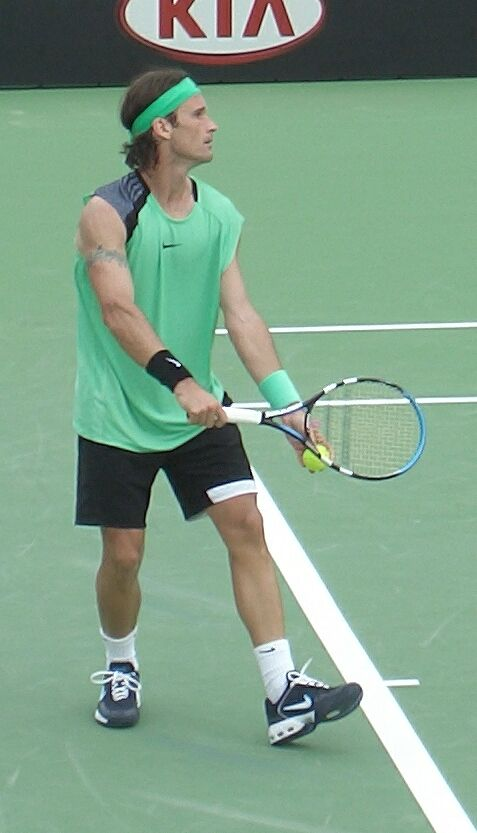
2006 год.

Карлос Мойя Льомпарт (исп. Carlos Moyá Llompart; род. 27 августа 1976 года, Пальма-де-Мальорка, Испания) — испанский теннисист; победитель одного турнира Большого шлема в одиночном разряде (Открытый чемпионат Франции-1998); финалист одного турнира Большого шлема в одиночном разряде (Открытый чемпионат Австралии-1997); обладатель Кубка Дэвиса 2004 года в составе сборной Испании; победитель 20 турниров ATP в одиночном разряде; первый представитель Испании, возглавивший одиночный рейтинг ATP.
С 2016 года является тренером Рафаэля Надаля.

## Общая информация
Карлос Мойя родился в Испании, в городе Пальма-де-Мальорка, расположенном на острове Мальорка.
Отца Карлоса зовут Андрес, а мать — Пилар. Также у теннисиста есть старшая сестра Бегона и старший брат Андрес.
Во время выступлений Мойя долгое время встречался с итальянской теннисисткой Флавией Пеннеттой, но в 2007 году они расстались. Сейчас встречается с испанской актрисой Каролиной Сересуэлой. 18 августа 2010 года у них родилась дочь Карла, 12 декабря 2012 года сын Карлос, а 9 апреля 2014 года третий ребёнок — дочь Даниэла.
Увлекается видеоиграми и путешествиями, любимая музыка — U2, Bon Jovi и Queen. Во время реабилитации после травмы в 1999 году изучал французский язык, также учился играть на гитаре и занимался дайвингом. Имеет татуировку в виде дельфина на правом бицепсе.
В мае 1999 года американский журнал People внес его в список 50 самых красивых людей в мире. В 2001 году Мойя дебютировал в кино в фильме «Торренте 2: Миссия в Марбелью», где сыграл роль теннисного тренера.
Дружит с гольфистом Серхио Гарсией, баскетболистом Пау Газолем, а также с участниками музыкальной группы Café Quijano.
Болельщик футбольного клуба «Мальорка».
Стиль игры
Мойя играл правой рукой, несмотря на то, что в жизни он левша (в отличие от другого уроженца Майорки Рафаэля Надаля, который, будучи правшой в обычной жизни, играет левой рукой).
Особенности игрового стиля: мощные крученые удары на задней линии, постоянное забегание под форхенд.

## Спортивная карьера

### Начало карьеры
Мойя начал играть в теннис в шестилетнем возрасте. Профессиональную карьеру начал в 1995 году. В июне сыграл на первом турнире ATP-тура в одиночном разряде в Порту, где смог выйти во второй раунд. Через неделю на турнире в Санкт-Пёльтене впервые выходит в четвертьфинал, обыграв соотечественника Франсиско Клавета. В июле Карлос выигрывает дебютный турнир из серии «челленджер». Произошло это в Оберштауфене, где в финале он выиграл у чеха Иржи Новака 6-3 6-4. Второй «челленджер» он выигрывает в сентябре в Будапеште. Затем после выхода в финал «челленджера» в Барселоне впервые поднимается в мировом рейтинге в топ-100. В ноябре 1995 года на турнире в Буэнос-Айресе Мойя выиграл свой первый титул ATP. В финале он переиграл другого испанца Феликса Мантилью 6-0 6-3. Первый свой полноценный сезон в карьере Мойя заканчивает на 61-м месте в рейтинге.
В январе 1996 года дебютирует в основной сетке на турнире из серии Большого шлема, происходит это на Открытом чемпионате Австралии, где Мойя в первом раунде уступил Андрею Медведеву. В марте выходит в четвертьфинал турнира в Касабланке. В апреле в полуфинал турнира в Барселоне. В начале мая в Мюнхене Мойя впервые одерживает победы над игроками из топ-10. В четвертьфинале он обыграл № 6 Горана Иванишевича 6-3, 6-4, а в полуфинале № 2 на тот момент Томаса Мустера 6-3, 6-3. В финале того турнира Карлос не смог обыграть чеха Славу Доседела 4-6, 6-4, 3-6. На дебютном Открытом чемпионате Франции выбывает во втором раунде, проиграв Стефану Эдбергу. В июне на турнире в Порту выходит в полуфинал, а в июле в четвертьфинал в Амстердам. В августе выиграл титул на турнире в Умаге. В сентябре смог дойти до финала в Бухаресте. В октябре на домашнем для себя турнире в Мальорке выходит в четвертьфинал. Сезон 1996 года завершает уже на 26-м месте в рейтинге.

### 1997—1998 (финал в Австралии и победа во Франции)
В 1997 году Мойя в начале сезона в Сиднее впервые вышел в финал турнира на харде (до этого все финалы были на грунте). На Открытом чемпионате Австралии в первом раунде он выиграл № 6 в мире Бориса Беккера, дойдя до полуфинала Карлос вышел на № 2 в мире Майкла Чанга и сумел его обыграть в трех сетах и выйти в финал. До этого успеха Мойи последний раз испанец выходил в финал мужского одиночного турнира чемпионата Австралии в 1969. В финале он проиграл первой ракетке мира Питу Сампрасу. По итогам этого выступления Карлос впервые входит в топ-10 мирового рейтинга.
| Стадия  | Соперник (посев)     | Рейтинг | Счёт                       | Время матча |
| 1 раунд | Борис Беккер (6)     | 6       | 5-7, 7-6(4), 2-6, 6-1, 6-4 | 3 ч 30 мин  |
| 2 раунд | Патрик Макинрой      | 229     | 3-6, 6-0, 6-3, 6-1         | 1 ч 47 мин  |
| 3 раунд | Бернд Карбахер       | 59      | 6-2, 6-2, 6-2              |             |
| 4 раунд | Йонас Бьоркман       | 46      | 6-3, 1-6, 3-6, 6-2, 6-4    | 2 ч 28 мин  |
| 1/4     | Феликс Мантилья (14) | 19      | 7-5, 6-2, 6-7(5), 6-2      | 2 ч 30 мин  |
| 1/2     | Майкл Чанг (2)       | 2       | 7-5, 6-2, 6-4              | 2 ч 11 мин  |
| Финал   | Пит Сампрас (1)      | 1       | 2-6, 3-6, 3-6              | 1 ч 26 мин  |

В марте 1997 года высшее достижение четвертьфинал в Скоттсдейле. В грунтовой части сезона выступал более удачно. В апреле вышел в полуфинал в Барселоне и Монте-Карло, а также в четвертьфинал на турнирах в Эшториле и Мюнхене. Правда на открытом чемпионате Франции Мойя выбыл во втором раунде, уступив соотечественнику Альберту Портасу. В июле вышел в полуфинал в Умаге. В августе ему удалось три турнира подряд выходить в финал. Сначала на турнирах в Амстердаме и Индианаполисе он уступает в решающем матче Славе Доседелу и Йонасу Бьоркману соответственно. С третьей попытки ему удалось завоевать титул на турнире в Лонг-Айленде (в финале переигран Патрик Рафтер 6-4, 7-6(1). Несмотря на хорошую форму на Открытом чемпионате США выбывает уже в первом раунде от рук француза Гийома Рау. К сентябрю достигает уже пятого места в мировом рейтинге. В этот период ему удалось выйти в финал турнира в Борнмуте. В конце сезона он впервые принял участие в финальном турнире года, где сумел выйти из группового этапа. В первой же встрече он впервые обыграл первую ракетку мира Пита Сампраса 6-3, 6-7(4), 6-2. Затем проиграв Патрику Рафтеру 4-6, 2-6 и победив Томаса Мустера 6-2, 6-3, Мойя выходит в полуфинал на россиянина Евгения Кафельникова и проиграл ему 6-7(2), 6-7(3). Сезон он завершил на 7-м месте.
Старт сезона 1998 года у Мойи не получается. На Открытом чемпионате Австралии, где он год назад был в финале, испанец выбыл на стадии второго раунда и в итоге вылетел за пределы топ-20. Хорошая игра вновь возвращается к нему с началом грунтового сезона. В апреле он выходит в полуфинал в Эшториле и Барселоне. Затем он впервые в карьере завоевывает титул на турнире серии Мастерс. Происходит это в Монте-Карло, где он обыграл двух игроков топ-10 (Кафельникова и Корретху), а в финале в трёх сетах расправился с французом Седриком Пьолином 6-3, 6-0, 7-5. На Открытом чемпионате Франции 1998 года к нему приходит главный успех в карьере. Пройдя по сетке до финала, и обыграв в нём так же испанца Алекса Корретху, Карлос Мойя завоевал свой единственный в карьере титул на турнирах серии Большого шлема.
| Стадия  | Соперник (посев)     | Рейтинг | Счёт               | Время матча |
| 1 раунд | Себастьян Грожан     | 124     | 7-5, 6-1, 6-4      | 1 ч 44 мин  |
| 2 раунд | Хосе Имас-Руис       | 147     | 6-4, 7-6(14), 6-2  | 2 ч 10 мин  |
| 3 раунд | Эндрю Илие           | 118     | 6-2, 7-6(1), 6-3   | 1 ч 38 мин  |
| 4 раунд | Йенс Книппшильд      | 111     | 6-3, 7-5, 3-6, 6-4 | 2 ч 10 мин  |
| 1/4     | Марсело Риос (3)     | 3       | 6-1, 2-6, 6-2, 6-4 | 2 ч 1 мин   |
| 1/2     | Феликс Мантилья (15) | 15      | 5-7, 6-2, 6-4, 6-2 | 2 ч 45 мин  |
| Финал   | Алекс Корретха (14)  | 14      | 6-3, 7-5, 6-3      | 2 ч 13 мин  |

После этого успеха летом достигает 4-го места в рейтинге. В июле выходит в полуфинал турнира в Штутгарте. Хорошо выступил Мойя на Открытом чемпионате США, сумев дойти до полуфинала турнира, где уступил австралийцу Марку Филиппуссису 1-6, 4-6, 7-5, 4-6. Осенью он попал в финал на турнире в Мальорке. В конце сезона на итоговом турнире Мойя впервые выходит в финал турнира. Его соперником за титул стал Алекс Корретха с которым Мойя разыгрывал титул во Франции. Они впервые в истории разыграли чисто испанский финал на итоговом турнире. Во встрече, которая длилась более 4 часов победителем стал Корретха, который смог взять у Мойи реванш со счётом 6-3, 6-3, 5-7, 3-6, 5-7. Сезон 1998 года Мойя завершает на 5-м месте.

### 1999—2001 (первая ракетка мира и спад в игре)
На Открытом чемпионате Австралии 1999 года выбыл в первом раунде, проиграв Николасу Киферу. В феврале вышел в полуфинал на турнире в Дубае. В марте на турнире серии Мастерс в Индиан-Уэллсе Мойя суме дойти до финала турнира, где его соперником стал Марк Филиппуссис. Ему испанец уступил 7-5, 4-6, 4-6, 6-4, 2-6. Несмотря на поражение в финале, Мойя по итогам турнира добивается грандиозного достижения, он становится первым представителем Испании, кто смог стать первой ракеткой мира в мужском одиночном разряде. На вершине мирового рейтинга Карлос продержался ровно две недели (с 15 марта 1999 по 28 марта 1999) на время проведения следующего турнира серии Мастерс в Майами. По его окончании звание первого в мире вернулось Питу Сампрасу, а Мойя никогда больше в карьере не возглавлял мужской одиночный рейтинг.
В апреле выходит в четвертьфинал в Ченнае, Барселоне и Монте-Карло. В мае вышел в полуфинал на Мастерсе в Гамбурге. На Открытом чемпионате Франции Мойя не смог защитить прошлогодний титул. В четвёртом раунде он уступил итоговому победителю турнира Андре Агасси 6-4, 5-7, 5-7, 1-6 и покинул пределы топ-10 мирового рейтинга. В июне Мойя вышел в полуфинал на травяном турнире в Халле, в июле в четвертьфинал на грунтовых турнирах в Штутгарте и Умаге, а в августе в четвертьфинал на харде в Индианаполисе.
Начало сезона 2000 года Мойя пропустил и вернулся на корт в марте. Хорошую игру он начал показывать в апреле, когда сумел выиграть на грунтовом турнире в Эшториле. В том же месяце выходит в полуфинал в Барселоне, а в мае в четвертьфинал на Мальорке. В июле выходит в полуфинал в Умаге, а в августе в четвертьфинал Лонг-Айленде. На Открытом чемпионате США 2000 года доходит до четвёртого раунда, обыграв в третьем № 8 Алекса Корретху 7-6(4), 6-3, 4-6, 6-4. В октябре соперничество испанцев продолжилось в финале турнира в Тулузе. На этот раз победил Корретха 6-3, 6-2.
В 2001 году смог выйти в четвертьфинал Открытого чемпионата Австралии, выиграв к тому же в третьем раунде у № 7 Ллейтона Хьюитта 4-6, 6-1, 5-7, 6-2, 7-5. В феврале выходит в полуфинал в Акапулько. В апреле Мойя удалось выйти в финал турнира в Барселоне, где он проиграл Хуану Карлосу Ферреро 6-4, 5-7, 3-6, 6-3, 5-7. В начале мая попадает в полуфинал турнира на Мальорке. На Открытом чемпионате Франции и Уимблдонском турнире Карлос проигрывает уже на стадии второго раунда. В июле на турнире в Умаге ему удается выиграть первый и единственный титул за сезон. В концовке сезона отметился выходом в полуфинал в Базеле.

### 2002—2004 (топ-10 мирового рейтинга)
С 2002 по 2004 год Мойя выступал стабильно и три сезона подряд завершал сезон в топ-10. В 2002 году первым успехом сезона на турнирах становится выступление в феврале на турнире в Акапулько, где испанец завоевал чемпионский титул. В марте выходит в четвертьфинал на харде в Скоттсдейле (в первом раунде был обыгран № 6 в мире Томми Хаас). В апреле вышел в полуфинал в Акапулько, а затем на Мастерсе в Монте-Карло сумел дойти до финала. Для этого он обыграл в том числе трёх игроков из первой десятки: в первом раунде № 1 Ллейтона Хьюитта, в четвертьфинале № 6 Марата Сафина и в полуфинале № 5 Тима Хенмена. В финале Мойя проиграл № 4 Хуану Карлосу Ферреро 5-7, 3-6, 4-6. Ещё раз обыграть действующего № 1 в мире Ллейтона Хьюитта Мойе удалось на Мастерсе в Риме 6-3, 6-2 в матче второго раунда. В итоге на том турнире Карлос дошёл до четвертьфинала.
На Открытом чемпионате Франции Мойя проигрывает в третьем раунде Гильермо Каньясу, а Уимблдонский турнир и вовсе пропустил. Успешно выступил в июле, выиграв на двух турнирах (в Бостаде и Умаге), а также выйдя в полуфинал в Сопоте. В августе в Цинциннати ему удается выиграть второй в карьере турнир серии Мастерс. В финале он третий раз в сезоне переиграл первую ракетку мира австралийца Ллейтона Хьюитта, на этот раз со счётом 7-5, 7-6(5). Это позволило Мойе вернуться в рейтинге в топ-10. На Открытом чемпионате США, несмотря на хорошие результаты, выбывает во втором раунде. В конце сентября сыграл в финале в Гонконге, где уступил Хуану Карлосу Ферреро.
В октябре выходит в полуфинал на турнире в Вене. На Мастерсе в Париже Мойя сумел выиграть у Джеймса Блейка, Себастьяна Грожана (№ 4), Андре Агасси (№ 2) и выйти в полуфинал турнира, где он проиграл Марату Сафину. Благодаря этому выступлению Карлос смог поучаствовать в Итоговом турнире ATP. Выиграв все три встрече в группе (у № 3 Марата Сафина, в четвёртый раз в сезоне у № 1 Ллейтона Хьюитта и Альберта Коста), он выходит в полуфинал, где уступает Хуану Карлосу Ферреро. Сезон Мойя завершил на 5-м месте в рейтинге.
В феврале 2003 года Мойя выиграл титул на турнире в Буэнос-Айресе и вышел в четвертьфинал в Акапулько. В марте ему удается выйти в финал на Мастерсе в Майами, где он проиграл Андре Агасси 3-6, 3-6. После турнира Мойя поднялся в рейтинге на 4-ю строчку. В апреле на Мастерсе в Монте-Карло испанец вышел в полуфинал, а затем завоевал титул на турнире в Барселоне, победив в финале Марата Сафина на отказе при счёте 5-7, 6-2, 6-2, 3-0. На Открытом чемпионате Франции ему удалось выйти в четвертьфинал. До этой стадии он добрался во Франции впервые после победы на турнире в 1998 году. Второй сезон подряд пропустил Уимблдонский турнир. В июле выходит в полуфинал в Бостаде и выигрывает в 4-й раз титул на турнире в Умаге. На Открытом чемпионате США в четвёртом раунде уступает Юнесу эль-Айнауи. В сентябре Мойя выходит в четвертьфинал в Бангкоке. В октябре в Вене вышел в финал турнира в Вене, где проиграл Роджеру Федереру. На итоговом турнире 2003 года, проиграв две встречи (Энди Роддику и Гильермо Кориа) и выиграв одну (у Райнера Шуттлера), Мойя не смог пройти групповой этап.
В начале 2004 года выиграл 15-й титул ATP в карьере на турнире в Ченнае. Затем выходит в финал турнира в Сиднее, где в игре против Ллейтона Хьюитта в первом сете получил травму лодыжки и не смог из-за этого выступить на Открытом чемпионате Австралии. По возвращении на корт в феврале вышел в финал в Буэнос Айресе. В марте выиграл титул на турнире в Акапулько, переиграв в финале Фернандо Вердаско 6-3, 6-0. На хардовом Мастерсе в Майами Мойя выходит в четвертьфинал, а на грунтовом в Монте-Карло до полуфинала. В мае, переиграв в финале Давида Налбандяна 6-3, 6-3, 6-1, Карлос выиграл титул на Мастерсе в Риме. На Мастерсе в Гамбурге он выходит в четвертьфинал, где терпит поражение от № 1 в мире Роджера Федерера 4-6, 3-6. На Открытом чемпионате Франции второй год подряд выходит в четвертьфинал, где на этот раз проигрывает Гильермо Корие 5-7, 6-7(3), 3-6.
Сыграв в этом сезоне на Уимблдоне, Мойя добивается самого высокого для себя результата на этом турнире — выход в четвёртый раунд. В июле выходит в полуфинал на турнире в Умаге. В августе выходит в четвертьфинал на Мастерсе в Цинциннати. Такого же результата ему удалось добиться на Летних Олимпийских играх в Афинах, которые стали для Мойи единственными в карьере. Там он уступил будущему олимпийскому чемпиону Николасу Массу 2-6, 5-7. На Открытом чемпионате США он уступил в третьем раунде Оливье Рохусу 6-4, 4-6, 3-6, 7-6(5), 5-7. В конце сезона на Итоговом турнире Мойя не выходит из группы, проиграв два из трёх своих поединка.

### 2005—2007

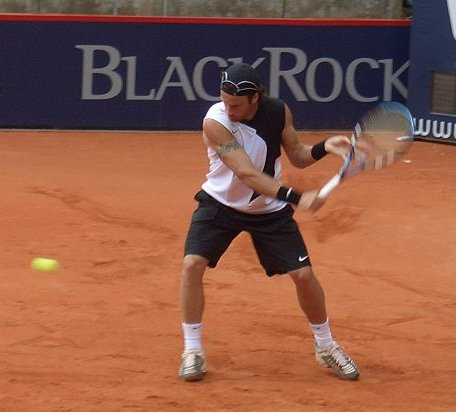
Бэкхенд Мойи на Мастерсе в Гамбурге 2007 года

В начале сезона 2005 года Карлос Мойя защитил свой прошлогодний титул на турнире в Ченнае, обыграв в финале Парадорна Шричапана 3-6, 6-4, 7-6(5). На Открытом чемпионате Австралии вылетает уже в первом раунде. В феврале выходит в четвертьфинал в Буэнос Айресе, в марте на Мастерсе в Индиан-Уэллсе, а в апреле в полуфинал турнира в Эшториле. Перед Открытом чемпионатам Франции в рейтинге покидает топ-10, не сумев подтвердить прошлогодние очки. Выступление во Франции завершил на стадии четвёртого раунда, уступив № 1 в мире Роджеру Федереру. В конце июля выходит в финал в Умаге. На Открытом чемпионате США 2005 года выбыл на стадии второго раунда. В сентябре выходит в финал турнира в Пекине. В итоге после трёх подряд сезон в первой десятке 2005 год испанец завершает на 31-м месте.
В январе 2006 года Мойя останавливается в шаге от выигрыша третий раз подряд титула на турнире в Ченнае, в финале он уступил Ивану Любичичу 6-7(6), 2-6. В феврале, переиграв уже в решающем матче итальянца Филиппо Воландри 7-6(6), 6-4 побеждает на турнире в Буэнос Айресе. В марте на Мастерсе в Майами во втором раунде ему удается обыграть № 2 на тот момент в мире Рафаэля Надаля 2-6, 6-1, 6-1, однако уже на следующей стадии он уступает аргентинцу Агустину Кальери. В мае выходит в полуфинал в Эшториле, где проиграл россиянину Николаю Давыденко. Ему Мойя уступил и на Открытом чемпионате Франции в матче третьего раунда. В июле он выходит в четвертьфинал в Амерсфорте и полуфинал в Умаге. На Открытом чемпионате США, как и во Франции зачехлил ракетку в третьем раунде, уступив № 7 Джеймсу Блейку 4-6, 6-7(6), 6-2, 3-6. В сентябре в Бухаресте выходит в четвертьфинал.
Сезон 2007 года начинает с выхода в полуфинал в Ченнае и в финал в Сиднее. На Открытом чемпионате Австралии уже в первом раунде Мойе достается 5 номер посева Джеймс Блейк, которому он проигрывает 6-7(8), 2-6, 4-6. В феврале доходит до финала в Акапулько, но уступает там аргентинцу Хуану Игнасио Чела 3-6, 6-7(2). В мае неплохо выступил на Мастерсе в Гамбурге, сумев выиграть подряд у Марди Фиша, Томаша Бердыха, Джеймса Блейка и Новака Джоковича. Уступил на турнире Карлос лишь первой ракетке мира Роджеру Федереру. На Открытом чемпионате Франции ему удается в этом сезоне выйти в четвертьфинал, где он по всем статьям проиграл будущему чемпиону Рафаэлю Надалю 4-6, 3-6, 0-6.
В июле 2007 года выходит в полуфинал в Бостаде и четвертьфинал в Амерсфорте. В конце месяца Мойя выиграл титул в Умаге. Он стал для испанского теннисиста 5-м на этом турнире, что явилось абсолютным его рекордом. Также этот титул стал 20-м в карьере Карлоса на турнирах ATP и последним который он смог завоевать в профессиональной карьере. В августе выходит в четвертьфинал Мастерса в Цинциннати, переиграв во втором раунде Новака Джоковича 6-4, 6-1. Реванш серб взял на Открытом чемпионате США, где они встретились в четвертьфинале (6-4, 7-6(7), 6-1 в пользу Джоковича). В 2007 года Мойя выступил лучше, чем в прошлом, закончив сезон на 17-м месте.

### Завершение карьеры игрока

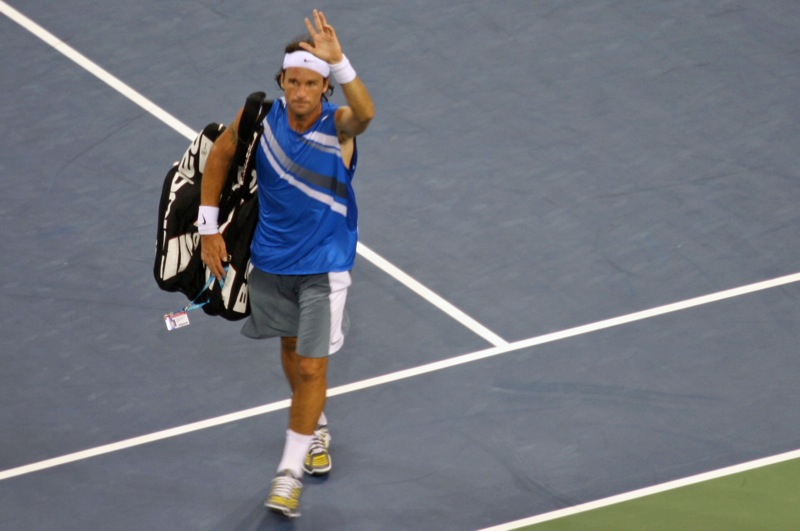
Мойя покидает корт Открытого чемпионата США 2007 года

В начале 2008 года Мойя выходит в полуфинал в Ченнае. В феврале ему удается сыграть в финале на грунтовом турнире в Коста-де-Суипе. В мае на Мастерсе в Гамбурге выходит в четвертьфинал, где проигрывает Рафаэлю Надалю. В июле не смог защитить титул на турнире в Умаге, уступив в четвертьфинале. На Мастересе в Цинциннати смог попасть в четвертьфинал и победить во втором раунде игрока топ-10 Николая Давыденко. В сентябре в Бухаресте в последний раз в карьере вышел в финал турнира ATP и уступил его Жилю Симону. До конца 2008 года дважды вышел в четвертьфинал (в Меце и Вене). Почти весь сезон 2009 года был вынужден пропустить из-за травмы. Вернувшись на корт в 2010 году Мойя так и не смог вернуть свою игру. Последний матч, как оказалось, он сыграл на Мастерсе в Мадриде, где в первом раунде легко уступил Беньямину Беккеру 0-6, 2-6. Мойя после матча сказал, что, возможно, это его последний матч, но он хотел бы выступить ещё и во Франции, если позволит состояние травмированной стопы, но по итогу Мойя так и не смог больше выйти на профессиональный корт.

### Тренерская карьера
В 2013 году Мойя стал капитаном сборной Испании в Кубке Дэвиса. По итогам розыгрыша Кубка Дэвиса-2014 Испания вылетела из Мировой группы впервые за 19 лет, и Мойя покинул сборную.
В начале 2016 года Мойя стал главным тренером Милоша Раонича. Канадец Раонич закончил сезон-2016 третьей ракеткой мира, но расстался с Мойей. В декабре 2016 года Мойя вошёл в тренерский штаб Рафаэля Надаля.

## Рейтинг на конец года
| Год  | Одиночный рейтинг | Парный рейтинг |
| 2010 | 516               | 734            |
| 2009 | 446               |                |
| 2008 | 42                |                |
| 2007 | 17                | 404            |
| 2006 | 43                | 492            |
| 2005 | 31                |                |
| 2004 | 5                 | 1441           |
| 2003 | 7                 | 545            |
| 2002 | 5                 | 531            |
| 2001 | 19                | 141            |
| 2000 | 41                | 313            |
| 1999 | 23                | 257            |
| 1998 | 5                 | 1276           |
| 1997 | 7                 | 1272           |
| 1996 | 28                | 466            |
| 1995 | 61                | 1197           |
| 1994 | 347               | 633            |

По данным официального сайта ATP на последнюю неделю года.

## Выступления на турнирах

### Финалы турниров Большого Шлема в одиночном разряде (2)

#### Победа (1)
| №  | Год  | Турнир                     | Покрытие | Соперник в финале | Счёт        |
| 1. | 1998 | Открытый чемпионат Франции | Грунт    | Алекс Корретха    | 6-3 7-5 6-3 |

#### Поражение (1)
| №  | Год  | Турнир                       | Покрытие | Соперник в финале | Счёт        |
| 1. | 1997 | Открытый чемпионат Австралии | Хард     | Пит Сампрас       | 6-2 6-3 6-3 |

### Финалы турнировATPв одиночном разряде (44)

#### Победы (20)
| Легенда                            |
| ---------------------------------- |
| Турниры Большого шлема (1*)        |
| Кубок Мастерс / финал АТР-тура (0) |
| ATP Мастерс / ATP Мастерс 1000 (3) |
| АТР Gold / АТР 500 (3)             |
| АТР International/ АТР 250 (13)    |

| Титулы по покрытиям | Титулы по месту проведения матчей турнира |
| ------------------- | ----------------------------------------- |
| Хард (4*)           | Зал (0)                                   |
| Грунт (16)          | Зал (0)                                   |
| Трава (0)           | Открытый воздух (20)                      |
| Ковёр (0)           | Открытый воздух (20)                      |

* количество побед в одиночном разряде.
| №   | Дата            | Турнир                      | Покрытие | Соперник в финале | Счёт в финале         |
| --- | --------------- | --------------------------- | -------- | ----------------- | --------------------- |
| 1.  | 12 ноября 1995  | Буэнос-Айрес, Аргентина     | Грунт    | Феликс Мантилья   | 6-0 6-3               |
| 2.  | 18 августа 1996 | Умаг, Хорватия              | Грунт    | Феликс Мантилья   | 6-0 7-6(4)            |
| 3.  | 24 августа 1997 | Лонг-Айленд, США            | Хард     | Патрик Рафтер     | 6-4 7-6(1)            |
| 4.  | 26 апреля 1998  | Монте-Карло, Монако         | Грунт    | Седрик Пьолин     | 6-3 6-0 7-5           |
| 5.  | 7 июня 1998     | Открытый чемпионат Франции  | Грунт    | Алекс Корретха    | 6-3 7-5 6-3           |
| 6.  | 16 апреля 2000  | Эшторил, Португалия         | Грунт    | Франсиско Клавет  | 6-3 6-2               |
| 7.  | 22 июля 2001    | Умаг, Хорватия (2)          | Грунт    | Жером Гольмар     | 6-4 3-6 7-6(2)        |
| 8.  | 3 марта 2002    | Акапулько, Мексика          | Грунт    | Фернандо Мелигени | 7-6(4) 7-6(4)         |
| 9.  | 14 июля 2002    | Бостад, Швеция              | Грунт    | Юнес эль-Айнауи   | 6-3 2-6 7-5           |
| 10. | 21 июля 2002    | Умаг, Хорватия (3)          | Грунт    | Давид Феррер      | 6-2 6-3               |
| 11. | 11 августа 2002 | Цинциннати, США             | Хард     | Ллейтон Хьюитт    | 7-5 7-6(5)            |
| 12. | 23 февраля 2003 | Буэнос-Айрес, Аргентина (2) | Грунт    | Гильермо Кориа    | 6-3 4-6 6-4           |
| 13. | 27 апреля 2003  | Барселона, Испания          | Грунт    | Марат Сафин       | 5-7 6-2 6-2 3-0 отказ |
| 14. | 27 июля 2003    | Умаг, Хорватия (4)          | Грунт    | Филиппо Воландри  | 6-4 3-6 7-5           |
| 15. | 11 января 2004  | Ченнай, Индия               | Хард     | Парадорн Шричапан | 6-4 3-6 7-6(5)        |
| 16. | 7 марта 2004    | Акапулько, Мексика (2)      | Грунт    | Фернандо Вердаско | 6-3 6-0               |
| 17. | 9 мая 2004      | Рим, Италия                 | Грунт    | Давид Налбандян   | 6-3 6-3 6-1           |
| 18. | 9 января 2005   | Ченнай, Индия (2)           | Хард     | Парадорн Шричапан | 3-6 6-4 7-6(5)        |
| 19. | 19 февраля 2006 | Буэнос-Айрес, Аргентина (3) | Грунт    | Филиппо Воландри  | 7-6(6) 6-4            |
| 20. | 29 июля 2007    | Умаг, Хорватия (5)          | Грунт    | Андрей Павел      | 6-4 6-2               |

#### Поражения (24)
| №   | Дата             | Турнир                       | Покрытие | Соперник в финале   | Счёт в финале            |
| --- | ---------------- | ---------------------------- | -------- | ------------------- | ------------------------ |
| 1.  | 5 мая 1996       | Мюнхен, Германия             | Грунт    | Слава Доседел       | 4-6 6-4 3-6              |
| 2.  | 15 сентября 1996 | Бухарест, Румыния            | Грунт    | Альберто Берасатеги | 1-6 6-7(5)               |
| 3.  | 12 января 1997   | Сидней, Австралия            | Хард     | Тим Хенман          | 3-6 1-6                  |
| 4.  | 26 января 1997   | Открытый чемпионат Австралии | Хард     | Пит Сампрас         | 2-6 3-6 3-6              |
| 5.  | 3 августа 1997   | Амстердам, Нидерланды        | Грунт    | Слава Доседел       | 6-7(4) 6-7(5) 7-6(4) 2-6 |
| 6.  | 17 августа 1997  | Индианаполис, США            | Хард     | Йонас Бьоркман      | 3-6 6-7(3)               |
| 7.  | 14 сентября 1997 | Борнмут, Великобритания      | Грунт    | Феликс Мантилья     | 2-6 2-6                  |
| 8.  | 4 октября 1998   | Мальорка, Испания            | Грунт    | Густаво Куэртен     | 7-6(5) 2-6 3-6           |
| 9.  | 29 ноября 1998   | Чемпионат мира ATP           | Хард(i)  | Алекс Корретха      | 6-3 6-3 5-7 3-6 5-7      |
| 10. | 14 марта 1999    | Индиан-Уэллс, США            | Хард     | Марк Филиппуссис    | 7-5 4-6 4-6 6-4 2-6      |
| 11. | 22 октября 2000  | Тулуза, Франция              | Хард(i)  | Алекс Корретха      | 3-6 2-6                  |
| 12. | 29 апреля 2001   | Барселона, Испания           | Грунт    | Хуан-Карлос Ферреро | 6-4 5-7 3-6 6-3 5-7      |
| 13. | 21 апреля 2002   | Монте-Карло, Монако          | Грунт    | Хуан-Карлос Ферреро | 5-7 3-6 4-6              |
| 14. | 29 сентября 2002 | Гонконг                      | Хард     | Хуан-Карлос Ферреро | 3-6 6-1 6-7(4)           |
| 15. | 30 марта 2003    | Майами, США                  | Хард     | Андре Агасси        | 3-6 3-6                  |
| 16. | 12 октября 2003  | Вена, Австрия                | Хард(i)  | Роджер Федерер      | 3-6 3-6 3-6              |
| 17. | 17 января 2004   | Сидней, Австралия            | Хард     | Ллейтон Хьюитт      | 3-4 — отказ              |
| 18. | 22 февраля 2004  | Буэнос-Айрес, Аргентина      | Грунт    | Гильермо Кориа      | 4-6 1-6                  |
| 19. | 31 июля 2005     | Умаг, Хорватия               | Грунт    | Гильермо Кориа      | 2-6 6-4 2-6              |
| 20. | 8 января 2006    | Ченнай, Индия                | Хард     | Иван Любичич        | 6-7(6) 2-6               |
| 21. | 13 января 2007   | Сидней, Австралия            | Хард     | Джеймс Блейк        | 3-6 7-5 1-6              |
| 22. | 4 марта 2007     | Акапулько, Мексика           | Грунт    | Хуан Игнасио Чела   | 3-6 6-7(2)               |
| 23. | 17 февраля 2008  | Коста-де-Суипе, Бразилия     | Грунт    | Николас Альмагро    | 6-7(4) 6-3 5-7           |
| 24. | 14 сентября 2008 | Бухарест, Румыния            | Грунт    | Жиль Симон          | 3-6 4-6                  |

### Финалы челленджеров и фьючерсов в одиночном разряде (8)

#### Победы (5)
| Условные обозначения |
| Челленджеры (2*)     |
| Фьючерсы (3)         |

| Титулы по покрытиям | Титулы по месту проведения матчей турнира |
| ------------------- | ----------------------------------------- |
| Хард (0*)           | Зал (0)                                   |
| Грунт (5)           | Зал (0)                                   |
| Трава (0)           | Открытый воздух (5)                       |
| Ковёр (0)           | Открытый воздух (5)                       |

* количество побед в одиночном разряде.
| №  | Дата             | Турнир                | Покрытие | Соперник в финале       | Счёт        |
| 1. | 18 августа 1994  | Овьедо, Испания       | Грунт    | Алекс Калатрава         | 6-4 6-7 6-1 |
| 2. | 2 сентября 1994  | Овьедо, Испания       | Грунт    | Херман Пуэнтес-Альканис | 6-1 6-0     |
| 3. | 11 сентября 1994 | Овьедо, Испания       | Грунт    | Алекс Калатрава         | 7-6 6-3     |
| 4. | 23 июля 1995     | Оберштауфен, Германия | Грунт    | Иржи Новак              | 6-3 6-4     |
| 5. | 17 сентября 1995 | Будапешт, Венгрия     | Грунт    | Йожеф Крочко            | 6-2 6-7 6-4 |

#### Поражения (3)
| №  | Дата             | Турнир             | Покрытие | Соперник в финале   | Счёт        |
| 1. | 25 августа 1994  | Овьедо, Испания    | Грунт    | Фернандо Висенте    | 6-4 4-6 3-6 |
| 2. | 9 марта 1995     | Сабадель, Испания  | Грунт    | Хуан Хисберт-Шульце | 6-1 1-6 4-6 |
| 3. | 24 сентября 1995 | Барселона, Испания | Грунт    | Хорди Бурильо       | 3-6 2-6     |

### Финалы челленджеров и фьючерсов в парном разряде (1)

#### Поражения (1)
| №  | Дата             | Турнир          | Покрытие | Партнёр          | Соперники в финале                    | Счёт    |
| 1. | 11 сентября 1994 | Овьедо, Испания | Грунт    | Хакобо Диас-Руис | Рикардо Рубио Игнасио Труйоль-Туррион | 4-6 5-7 |

### Финалы командных турниров (2)

#### Победы (1)
| №  | Год  | Турнир       | Команда                                               | Соперник в финале                           | Счёт |
| 1. | 2004 | Кубок Дэвиса | Испания К. Мойя, Р. Надаль, Т. Робредо, Х. К. Ферреро | США Б. Брайан, М. Брайан, Э. Роддик, М. Фиш | 3-2  |

#### Поражения (1)
| №  | Год  | Турнир       | Команда                                               | Соперник в финале                                           | Счёт |
| 1. | 2003 | Кубок Дэвиса | Испания А. Корретха, Ф. Лопес, К. Мойя, Х. К. Ферреро | Австралия У. Артурс, Т. Вудбридж, М. Филиппуссис, Л. Хьюитт | 1-3  |

## История выступлений на турнирах
| Турнир                       | 1995  | 1996  | 1997          | 1998          | 1999          | 2000  | 2001          | 2002          | 2003          | 2004   | 2005          | 2006          | 2007          | 2008  | 2009       | 2010       | Итог   | В/П за карьеру |
| ---------------------------- | ----- | ----- | ------------- | ------------- | ------------- | ----- | ------------- | ------------- | ------------- | ------ | ------------- | ------------- | ------------- | ----- | ---------- | ---------- | ------ | -------------- |
| Турниры Большого шлема       |       |       |               |               |               |       |               |               |               |        |               |               |               |       |            |            |        |                |
| Открытый чемпионат Австралии | -     | 1Р    | Ф             | 2Р            | 1Р            | -     | 1/4           | 2Р            | 2Р            | -      | 1Р            | 1Р            | 1Р            | 1Р    | 1Р         | 1Р         | 0 / 13 | 13-13          |
| Открытый чемпионат Франции   | -     | 2Р    | 2Р            | П             | 4Р            | 1Р    | 2Р            | 3Р            | 1/4           | 1/4    | 4Р            | 3Р            | 1/4           | 1Р    | -          | -          | 1 / 13 | 32-12          |
| Уимблдонский турнир          | -     | 1Р    | 2Р            | 2Р            | 2Р            | 1Р    | 2Р            | -             | -             | 4Р     | -             | -             | 1Р            | -     | -          | -          | 0 / 8  | 7-8            |
| Открытый чемпионат США       | -     | 2Р    | 1Р            | 1/2           | 2Р            | 4Р    | 3Р            | 2Р            | 4Р            | 3Р     | 2Р            | 3Р            | 1/4           | 2Р    | -          | -          | 0 / 13 | 26-13          |
| Итог                         | 0 / 0 | 0 / 4 | 0 / 4         | 1 / 4         | 0 / 4         | 0 / 3 | 0 / 4         | 0 / 3         | 0 / 3         | 0 / 3  | 0 / 3         | 0 / 3         | 0 / 4         | 0 / 3 | 0 / 1      | 0 / 1      | 1 / 47 |                |
| В/П в сезоне                 | 0-0   | 2-4   | 8-4           | 14-3          | 5-4           | 3-3   | 8-4           | 4-3           | 8-3           | 9-3    | 4-3           | 4-3           | 8-4           | 1-3   | 0-1        | 0-1        |        | 78-46          |
| Итоговые турниры             |       |       |               |               |               |       |               |               |               |        |               |               |               |       |            |            |        |                |
| Итоговый турнир ATP          | -     | -     | 1/2           | Ф             | -             | -     | -             | 1/2           | Группа        | Группа | -             | -             | -             | -     | -          | -          | 0 / 5  | 10-9           |
| Олимпийские игры             |       |       |               |               |               |       |               |               |               |        |               |               |               |       |            |            |        |                |
| Олимпиада                    | НП    | -     | Не проводился | Не проводился | Не проводился | -     | Не проводился | Не проводился | Не проводился | 1/4    | Не проводился | Не проводился | Не проводился | -     | НП         | НП         | 0 / 4  | 13-5           |
| Турниры серии Мастерс        |       |       |               |               |               |       |               |               |               |        |               |               |               |       |            |            |        |                |
| Индиан-Уэллс                 | -     | -     | 3Р            | 3Р            | Ф             | 1Р    | 2Р            | 1Р            | 3Р            | 2Р     | 1/4           | 2Р            | 4Р            | 3Р    | -          | 2Р         | 0 / 13 | 18-12          |
| Майами                       | -     | -     | 3Р            | 3Р            | 4Р            | 2Р    | 4Р            | 2Р            | Ф             | 1/4    | 3Р            | 3Р            | 2Р            | 3Р    | -          | -          | 0 / 12 | 19-12          |
| Монте-Карло                  | -     | 3Р    | 1/2           | П             | 1/4           | 2Р    | 2Р            | Ф             | 1/2           | 1/2    | 1Р            | 1Р            | 1Р            | 1Р    | -          | -          | 1 / 13 | 26-12          |
| Гамбург                      | -     | 3Р    | 2Р            | 1Р            | 1/2           | 1Р    | 1Р            | 2Р            | 2Р            | 1/4    | -             | 1Р            | 1/2           | 1/4   | Не Мастерс | Не Мастерс | 0 / 12 | 17-12          |
| Штутгарт/Мадрид              | -     | 1Р    | 2Р            | 2Р            | -             | 1Р    | 1Р            | 3Р            | 3Р            | -      | 2Р            | 1Р            | 2Р            | 1Р    | -          | 1Р         | 0 / 12 | 3-12           |
| Рим                          | -     | 3Р    | 3Р            | 3Р            | 3Р            | 2Р    | 1Р            | 1/4           | 3Р            | П      | 1Р            | 1Р            | 1Р            | 1Р    | -          | -          | 1 / 13 | 20-12          |
| Торонто/Монреаль             | -     | -     | -             | -             | -             | -     | 2Р            | 2Р            | 1Р            | 3Р     | 1Р            | 3Р            | 1Р            | 1Р    | -          | -          | 0 / 9  | 6-8            |
| Цинциннати                   | -     | -     | -             | 2Р            | 1Р            | 2Р    | 2Р            | П             | 1Р            | 1/4    | 3Р            | 1Р            | 1/4           | 1/4   | -          | -          | 1 / 11 | 19-10          |
| Париж                        | -     | 3Р    | 2Р            | 2Р            | 2Р            | 1Р    | 1Р            | 1/2           | -             | -      | -             | -             | 2Р            | -     | -          | -          | 0 / 8  | 5-8            |
| Статистика за карьеру        |       |       |               |               |               |       |               |               |               |        |               |               |               |       |            |            |        |                |
| Проведено финалов            | 1     | 3     | 6             | 4             | 1             | 2     | 2             | 6             | 5             | 5      | 2             | 2             | 3             | 2     | 0          | 0          |        | 44             |
| Выиграно турниров            | 1     | 1     | 1             | 2             | 0             | 1     | 1             | 4             | 3             | 3      | 1             | 1             | 1             | 0     | 0          | 0          |        | 20             |
| В/П: всего                   | 11-7  | 43-28 | 56-30         | 49-28         | 38-24         | 32-20 | 35-24         | 59-21         | 58-22         | 59-19  | 31-20         | 30-21         | 42-23         | 28-23 | 2-4        | 2-5        |        | 575-319        |
| Σ % побед                    | 61 %  | 61 %  | 65 %          | 64 %          | 61 %          | 62 %  | 59 %          | 74 %          | 73 %          | 76 %   | 61 %          | 59 %          | 65 %          | 55 %  | 33 %       | 29 %       |        | 64 %           |